# 141 T PO 5301 à 5490
Les Mikado numéros 5301 à 5490 sont des locomotives à vapeur tender de la Compagnie du chemin de fer de Paris à Orléans.

## Genèse
Ces locomotives à quatre essieux moteurs couplés furent étudiées par la Compagnie pour ses lignes du Massif central. Elles constituaient une extrapolation des 141 T du Chemin de fer du lac de Thoune en Suisse. Elles furent construites de 1911 à 1922 en 7 lots par 5 constructeurs, dont voici le détail :
- 5301 à 5320 de 1911 à 1912 par la société : SLM Winterthur
- 5321 à 5340 de 1912 à 1913 par la société : Fives-Lille
- 5341 à 5360 de 1914 par la société : SLM Winterthur
- 5361 à 5380 de 1915 par la société : Batignolles
- 5381 à 5410 de  1917 à 1918 par la société : North British
- 5411 à 5460 de 1921 à 1922 par la société : Fives-Lille
- 5461 à 5490 de 1921 par la société : Schneider

## Utilisation et services
Destinées au trafic de montagne, elles se virent dès leur sortie affectées aux dépôts de Montluçon, Ussel, Aurillac, Bort et Eygurande qui étaient situés dans le Massif central avec toutefois une période où certaines d'entre elles furent affectées au service de banlieue dans les dépôts de Paris-Chevaleret et Denfert de 1919 à 1921. La livraison des machines construites par l'industrie ferroviaire d'outre-Manche, l'industrie française étant occupée par la Première Guerre mondiale, permit des affectations dans les dépôts de Poitiers, Bordeaux, Limoges, Tours et Brive. Plus tard elles en connurent encore bien d'autres notamment dans Sud de la France comme Carcassonne, Castres, Capdenac, Toulouse-Matabiau, Agen, Tarbes, Mende et Béziers où à partir de 1947 certaines d'entre elles portèrent l'indicatif no 6 de la « région Méditerranée SNCF », ce qui portera à une trentaine le nombre de dépôts qu'elles fréquentèrent.
À partir de 1924 et jusqu'en 1929 un total de trente-et-une locomotives furent envoyées au Maroc, à savoir les 5342, 5348, 5350 à 5352, 5354, 5361, 5362, 5364, 5365, 5368, 5369, 5371 à 5390, 5393, 5396 à 5398, 5404 et 5405.
À la formation de la SNCF en 1938 elles furent immatriculées : 4-141 TA 301 à 490. Au sortir de la Seconde Guerre mondiale il ne manquait que la 4-141 TA 315 à l'effectif. La série fut radiée le 30 mai 1970 avec la 4-141 TA 452.
Ces locomotives se firent remarquer par un service de qualité partout où elles étaient affectées, tant et si bien qu'elles survécurent à des séries pourtant plus récentes. Elles étaient capables de remorquer un train de 200 t en rampe de 35 pour mille à 30 km/h. La 4-141 TA 370 était équipée d'une fixation pour la pose d'une étrave chasse-neige lors des périodes hivernales.
De plus ayant une silhouette assez particulière avec leur boîte à fumées en porte à faux sur l'avant, leur cheminée à chapiteau et les deux sablières encadrant le dôme dans le plus pur style PO, elles furent très vite la cible de photographes avec pour conséquence une très grande renommée.
Si ces locomotives sont très connues sous le surnom de Cul de bateau, ce n'est pas le fait des cheminots qui les avaient affublées du simple surnom de TA.
La 5452/141 TA 452 est préservée et est présentée à la Cité du train dans sa livrée PO d'origine.

## Description
Ces Mikado disposaient d'un moteur à deux cylindres à simple expansion et d'une distribution du type « Walschaerts », avec les bielles motrices qui attaquaient le second essieu couplé, une disposition inhabituelle sur des Mikado. La chaudière identique à celles des 230 des séries 3200 et 4200 était équipée d'un foyer de type « Belpaire » à grille étroite de 2,73 m2 de surface. L'échappement était à cône mobile puis il fut à trèfle à 3 jets avec une cheminée à chapiteau de type « PO ». Les deux bogies-bissel avaient un déplacement latéral de + ou - 80 mm et était du type « Zara ». 
Ces locomotives-tender sont conçues  pour circuler dans les deux sens. Par conséquent, l'aménagement de la cabine de conduite s'en ressent. Ainsi, les deux robinets de frein automatique et modérable sont dédoublés à l’arrière de l’abri. Le changement de marche s’effectue par deux volants montés sur vis verticales. Un graisseur à condensation Détroit est installé au centre de l’abri, en surplomb de la devanture du foyer. Il permet de lubrifier les cylindres, les tiroirs et la pompe à air. Ces machines étant conçues pour les lignes du Massif Central, leur abri est largement fermé pour permettre un relatif confort de l'équipe de conduite. Les hublots d’abri sont de forme ovale. La hotte à combustible a une forme originale, fruit d’un dessin compact et ramassé, ce qui vaut à la série le surnom de « Cul de bateau ». Elle peut embarquer 5 500 kg de charbon.
Au cours de leur carrière, les 4-141 TA subissent plus de 250 modifications. En 1926, toutes les machines reçoivent un échappement Kylchap 1K/1C. C'est dans les années 1930, que les futures 4-141 TA 466 à 485 reçoivent un réchauffeurs ACFI-RM2 et les futures 4-141 TA 486 à 490 un réchauffeurs Worthington. La plupart des 4-141 TA sont surtimbrées à 13 bars lors de leur passage en Grande Révision. Certaines 4-141 TA sont également munies de graisseurs de rails à partir de 1928 pour limiter l’usure des boudins de roues dans les courbes de faible rayon.

## Caractéristiques
- Pression de la chaudière : 12 puis 13 bars (1,3 MPa)
- Diamètre des cylindres : 620 mm
- Diamètre des roues motrices : 1 400 mm
- Diamètre des roues porteuses : 860 mm
- Capacité des soutes à eau : 10 m3
- Capacité de la soute à charbon : 5,5 t
- Masse à vide locomotive : 73,2 t
- Masse en ordre de marche locomotive : 92,7 t
- Masse adhérente : 68,2 t
- Longueur locomotive : 13,450 m
- Vitesse limite en service : 70 km/h

## Modélisme
Cette série de locomotives a été reproduite à l'échelle 1/87 par les marques Jouef (entre 1985 et 2002), Fulgurex, Modelbex et  Brassline.

### Collections
- Le billet officiel Euro Souvenir "Locomotives 141.TA - Reines des lignes ferroviaires de montagnes"